# Lyons uppror mot Nationalkonventet

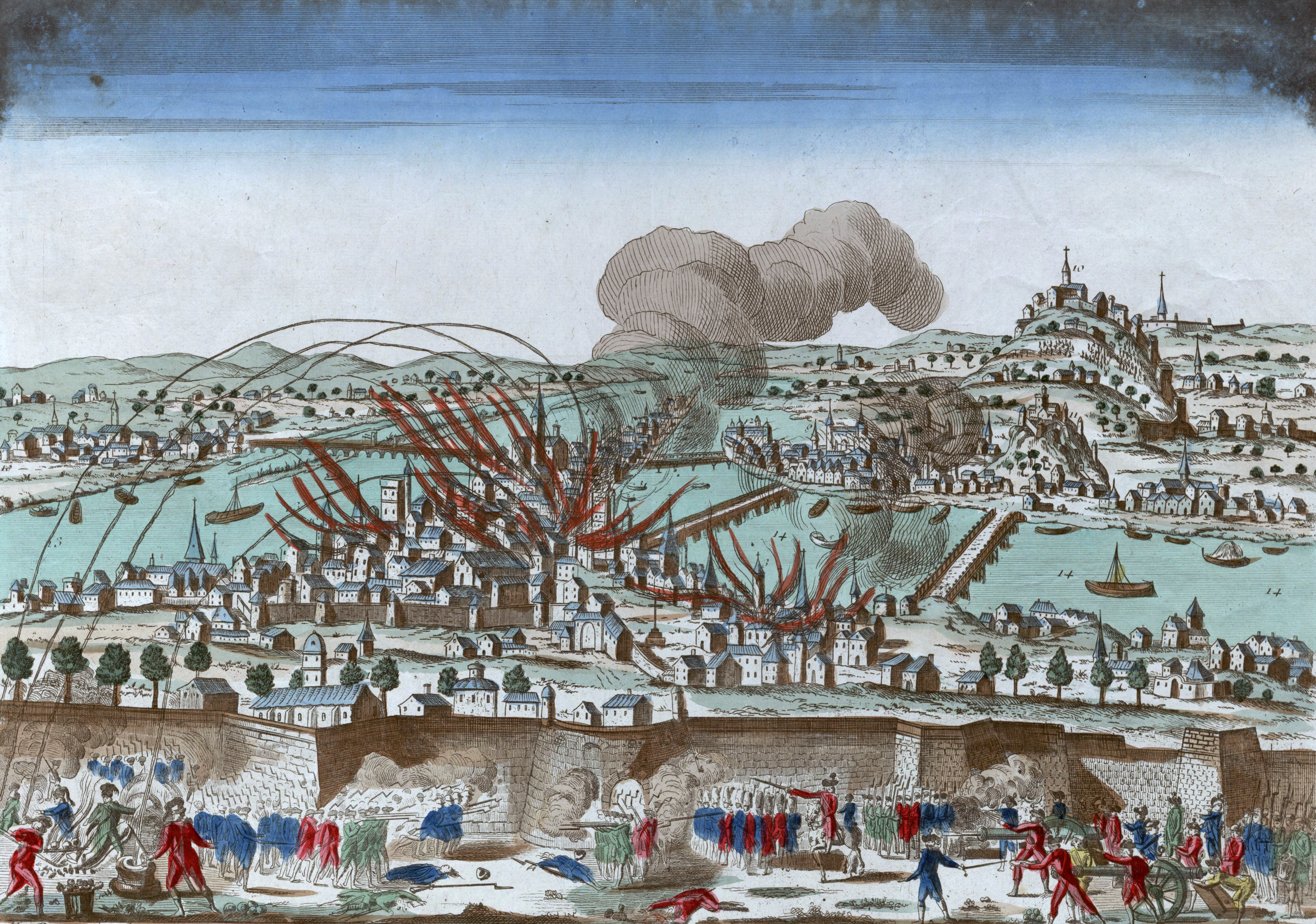
Siege of Lyon (1793)

Lyons uppror mot Nationalkonventet var ett anti-revolutionärt uppror i staden Lyon mot revolutionsregeringen, det vill säga Nationalkonventet, under franska revolutionen. Det bröt ut i juni 1793, då oppositionen i staden (då Frankrikes andra största stad) avsatte den lokala revolutionära styrelsen och ersatte dem med rojalister, något som snart ledde till att staden belägrades av regeringstrupper. Upproret besegrades 8 oktober 1793, varefter jakobinerna lät rasera en stor del av staden och avrätta tusentals personer.